# 歌山雀
歌山雀（学名：Poecile montanus songarus）一种雀形目鸟类，为褐头山雀（Poecile montanus）的一个亚种，分布于中国新疆和中亚地区。